# Louis Decrept
Louis Martin Jean Decrept, né à Bidart le 1er novembre 1903 et mort à Burdeos le 26 avril 1949, est un peintre paysagiste français.

## Biographie
Élève de Charles Colin et de Paul Albert Laurens à l'Académie Julian (1927), il expose au Salon des indépendants de 1927 à 1929 et au Salon des artistes français en 1932-1933.